# Zagaty (województwo mazowieckie)
Zagaty – kolonia w Polsce, w województwie mazowieckim, w powiecie przasnyskim, w gminie Chorzele.
Do 2023 miejscowość była przysiółkiem wsi Przysowy.
W latach 1975–1998 Zagaty administracyjnie należały do województwa ostrołęckiego.
Wierni wyznania rzymskokatolickiego należą do parafii Zmartwychwstałego Chrystusa w Połoniu.